# Rancho Viejo, Luvianos
Rancho Viejo är en ort i kommunen Luvianos i delstaten Mexiko i Mexiko. Samhället hade 464 invånare vid folkräkningen år 2020.